# Aleksej Kobelev
Aleksej Aleksandrovič Kobelev (in russo Алексей Александрович Кобелев?; Iževsk, 27 luglio 1971) è un ex biatleta russo.

## Biografia
In Coppa del Mondo ottenne il primo risultato di rilievo il 17 dicembre 1992 a Pokljuka (10°), il primo podio il 10 dicembre 1994 a Bad Gastein (3°) e la prima vittoria il 21 gennaio 1995 a Oberhof.
In carriera prese parte a un'edizione dei Giochi olimpici invernali, Nagano 1998 (10° nella sprint), e a cinque dei Campionati mondiali, vincendo quattro medaglie.

## Palmarès

### Mondiali
- 4 medaglie:
  - 1 oro (staffetta[2] a Ruhpolding 1996)
  - 2 argenti (gara a squadre[2] a Borovec 1993; gara a squadre[2] a Canmore 1994)
  - 1 bronzo (gara a squadre[2] a Pokljuka/Hochfilzen 1998)

### Coppa del Mondo
- Miglior piazzamento in classifica generale: 10º nel 1996
- 8 podi (4 individuali, 4 a squadre[1]), oltre a quelli ottenuti in sede iridata e validi anche ai fini della Coppa del Mondo:
  - 3 vittorie (2 individuali, 1 a squadre)
  - 1 secondo posto (individuale)
  - 4 terzi posti (1 individuale, 3 a squadre)

#### Coppa del Mondo - vittorie
| Data             | Località  | Nazione  | Specialità                                                 |
| ---------------- | --------- | -------- | ---------------------------------------------------------- |
| 21 gennaio 1995  | Oberhof   | Germania | SP                                                         |
| 9 marzo 1997     | Nagano    | Giappone | RL (con Viktor Majgurov, Vladimir Dračëv e Sergej Tarasov) |
| 13 dicembre 1997 | Östersund | Svezia   | SP                                                         |

Legenda:

SP = sprint

RL = staffetta